# 明新書院
23°49′38″N 120°47′59″E / 23.827262°N 120.799803°E
明新書院，是位於臺灣南投縣集集鎮永昌里的書院、文昌廟，為南投縣古蹟。

## 歷史沿革
光緒初年，濁水溪北岸集集大山南方的集集堡因開發中央山脈木材，加上採集樟腦油風氣大盛，人口大增，街市繁昌，地方仕紳提議組織濟濟社，以作文化教育，並於光緒四年（1879年）在柴橋頭供俸文昌帝君。民間則相傳當時光緒年前，文昌帝君制伏了濁水溪草嶺腳的水妖，河道恢復安靜，為感念帝君恩德而供奉。光緒八年（1883年），濁水溪洪水氾濫，帶來大批漂流木，書院總理陳長江提倡以此在集集街建立書院，募得一千八百銀元，光緒十一年（1885年）年竣工，此時晚於草鞋墩建立的登瀛書院、南投街建立藍田書院，正好說明漢人在南投的開發順序。
明新書院雖號稱書院，實為義學。明治三十五年（1902年），書院所有的田地二十餘甲和廟地，捐給集集公學校作校地，由鄉民集資八百元，再度遷回到柴橋頭現址，並改名「崇德堂」。曾任集集鎮長的嚴鴻邦回憶當時永昌國小因教室不足，他就和立委林明溱在此書院上課。在土地鑑界時發現學校占用緊鄰明新書院部分土地，明新書院也占用部分校地，雙方商議乾脆拆除圍牆，成為南投縣少數校內有廟的學校。1961年間，永昌國小興建教室，明新書院才又供民眾禮拜。
1971年，書院再次翻修。1985年，內政部公告明新書院為三級古蹟後，全額補助一千一百萬元進行全面整修。自1987年7月重修，由漢光建築師事務所負責，採用古法以土埆翻修，更增加東、西兩廂。
建築設有講堂、齋舍間有翼房的閩南式建築，具正殿、拜廊、過水、翼房，西南邊惜字亭、西北邊金亭。由對聯可知院方有鸞堂性質，如上聯「明達儒宗積善功欣勞教養」、下聯「新知聖訓行陰騭惠及先靈」，該木聯在1980年代遺失，流落至竹山鎮茆庸正所收藏，後於1995年6月16日無償捐回。今址為永昌里東昌巷4號。
九二一地震後，內政部核定補助五百萬元進行修復。2012年，文化部補助一千四百萬，縣府與鎮公所、書院方面籌措六百萬元配合款復建，至2014年7月2日開始第二期修護。

## 宗教活動

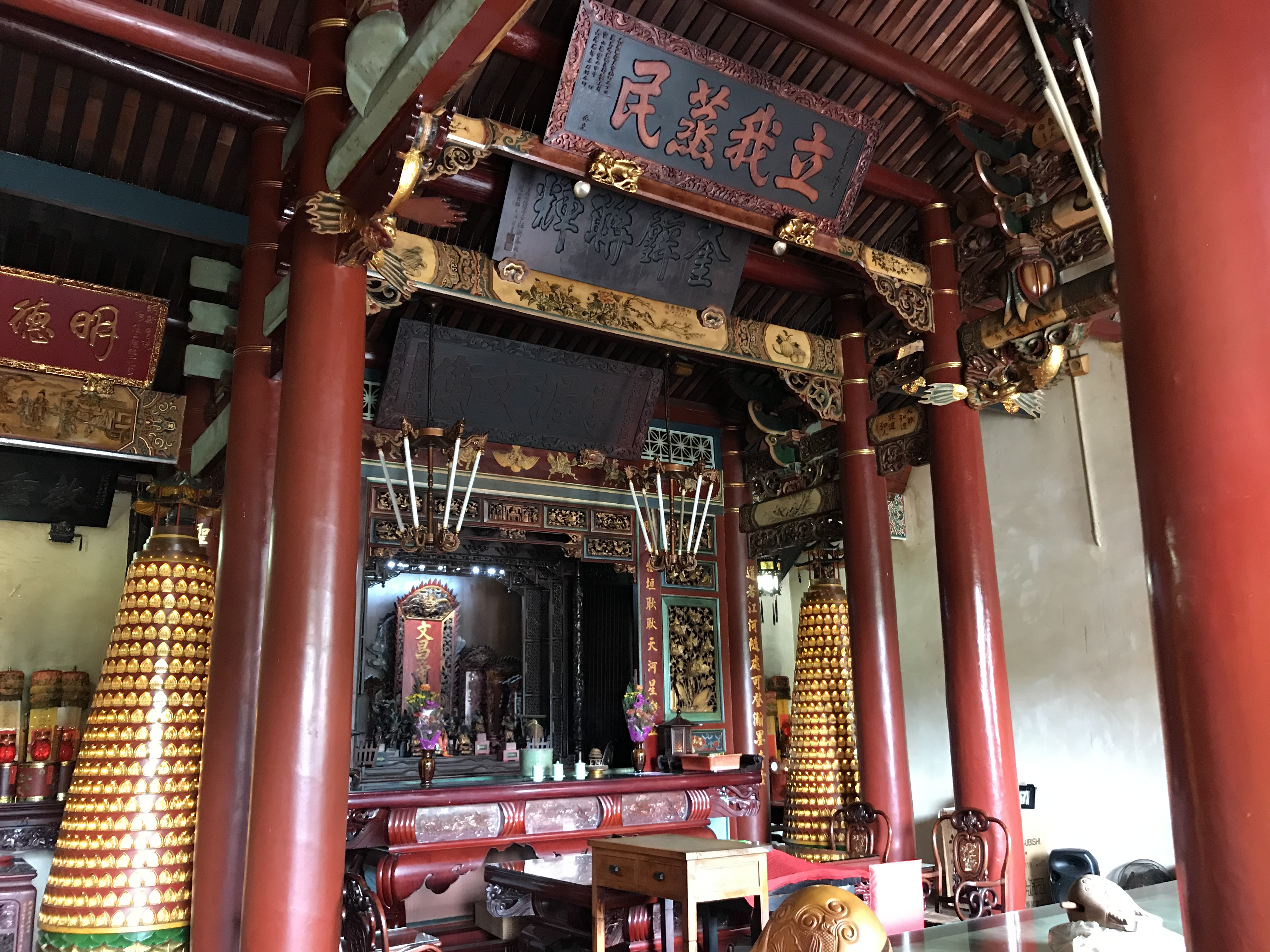
主殿內

中殿主奉文昌帝君，右殿奉東嶽大帝，左殿奉地藏菩薩。正殿內主祀文昌帝君、制字聖人、紫陽夫子、大成至聖先師神位。其文昌帝君誕辰慶典，院方都會持續三到五天。此地亦為集集鎮在教師節時，祭孔之處。
廟方會自印籤詩放廟堂，以備學子赴試前問卜之用。每年農歷四月廿一，書院鸞生會為應考學子在額頂、胸前等處，用清香及朱砂點上，象徵學子已開竅。